# Elasmothemis alcebiadesi
Elasmothemis alcebiadesi är en trollsländeart som först beskrevs av Santos 1945.  Elasmothemis alcebiadesi ingår i släktet Elasmothemis och familjen segeltrollsländor. Inga underarter finns listade i Catalogue of Life.